# Expo Aviation

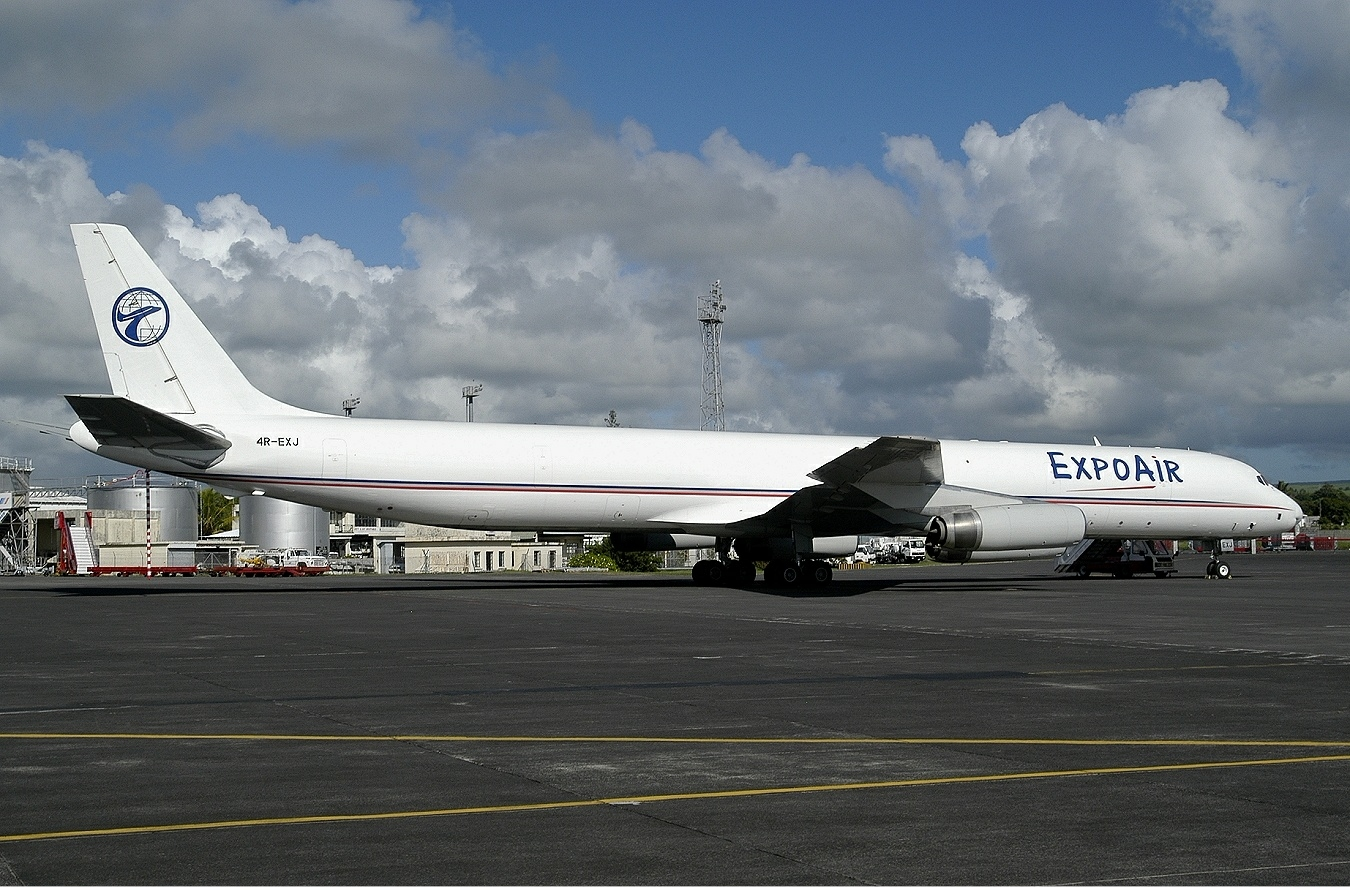
Douglas DC-8-63CF van Expo Aviation

Expo Aviation is een luchtvaartmaatschappij uit Sri Lanka met thuisbasis in Colombo.

## Geschiedenis
Expo Aviation is opgericht in 1997 door de Expolanka groep.

## Bestemmingen
Expo Aviation voert vrachtlijndiensten uit naar:(juli 2007)
- Colombo, Dubai, Karachi, Lahore.

## Vloot
De vloot van Expo Aviation bestaat uit:(november 2007)
- 1 Douglas DC-8-60
- 1 Iljoesjin Il-18Gr
- 1 Iljoesjin Il-18GrM
- 1 Antonov AN-12V